# Велін (Польща)
Велін (пол. Wielin) — село в Польщі, у гміні Полянув Кошалінського повіту Західнопоморського воєводства.
Населення — 82 особи (2011).
У 1975-1998 роках село належало до Кошалінського воєводства.

## Демографія
Демографічна структура станом на 31 березня 2011 року:
|          | Загалом | Допрацездатний вік | Працездатний вік | Постпрацездатний вік |
| -------- | ------- | ------------------ | ---------------- | -------------------- |
| Чоловіки | 46      | 7                  | 38               | 1                    |
| Жінки    | 36      | 8                  | 25               | 3                    |
| Разом    | 82      | 15                 | 63               | 4                    |